# Ruta Estatal de California 98
La Ruta Estatal de California 98, y abreviada SR 98 (en inglés: California State Route 98) es una carretera estatal estadounidense ubicada en el estado de California. La carretera inicia en el Oeste desde la I 8     en Ocotillo hacia el Este en la I 8     en Holtville. La carretera tiene una longitud de 91,5 km (56.858 mi).

## Mantenimiento
Al igual que las autopistas interestatales, y las rutas federales y el resto de carreteras estatales, la Ruta Estatal de California 98 es administrada y mantenida por el Departamento de Transporte de California por sus siglas en inglés Caltrans.

## Cruces
La Ruta Estatal de California 98 es atravesada principalmente por la  SR 111     en Calexico.
| Localidad | Miliario | Destinos                                                   | Notas                                       |
| --- | -------- | ---------------------------------------------------------- | ------------------------------------------- |
| | R0.30    | I 8 oeste – San Diego                                      | Interchange; salida oeste y entrada este    |
| | 1.52     | CR S2 (Imperial Highway) I 8 este – Ocotillo, Plaster City |                                             |
| | 22.20    | CR S29 (Drew Road) I 8 – Seeley                            |                                             |
| Mount Signal |          | CR S30 (Brockman Road)                                     |                                             |
| | 30.27    | CR S31 (Dogwood Road)                                      |                                             |
| Calexico | 32.31    | SR 111 (Imperial Avenue) I 8 – El Centro, Calexico         | Sirve a la Universidad Estatal de San Diego |
| Calexico | 39.56    | SR 7 – Frontera internacional                              |                                             |
| Bonds Corner | 42.10    | Bonds Corner Road – Holtville                              |                                             |
| | 43.68    | CR S33 (Bonesteele Road)                                   |                                             |
| | 56.88    | I 8 – El Centro, Yuma                                      | Interchange                                 |
| 1.000 mi = 1.609 km; 1.000 km = 0.621 mi Cerrada/Antigua • Terminal concurrente • Acceso incompleto • Propuesta/Sin abrir |          |                                                            |                                             |